# Scopogonalia nargena
Scopogonalia nargena är en insektsart som beskrevs av Young 1977. Scopogonalia nargena ingår i släktet Scopogonalia och familjen dvärgstritar. Inga underarter finns listade i Catalogue of Life.